# بيرل تومسون
بيرل تومسون (بالإنجليزية: Porl Thompson)‏ هو عازف قيثارة وكاتب أغاني بريطاني، ولد في 8 نوفمبر 1957 في ويمبلدون في المملكة المتحدة.

## وصلات خارجية
- الموقع الرسمي
- بيرل تومسون على موقع IMDb (الإنجليزية)
- بيرل تومسون على موقع ميوزك برينز (الإنجليزية)
- بيرل تومسون على موقع أول ميوزيك (الإنجليزية)
- بيرل تومسون على موقع ديسكوغز (الإنجليزية)
- بيرل تومسون على موقع قاعدة بيانات الفيلم (الإنجليزية)